# Jaxaay-Parcelle-Niakoul Rap
Jaxaay-Parcelle-Niakoul Rap är en kommun i Senegal och ligger i Dakarregionen. Kommunens folkmängd uppgår till cirka 50 000 invånare. Området tillhörde tidigare den rurala kommunen Sangalkam, men man beslutade 2011 att denna kommun skulle delas upp i mindre kommuner, bland annat Jaxaay-Parcelle-Niakoul Rap.